# Christkönigskirche (Graz)

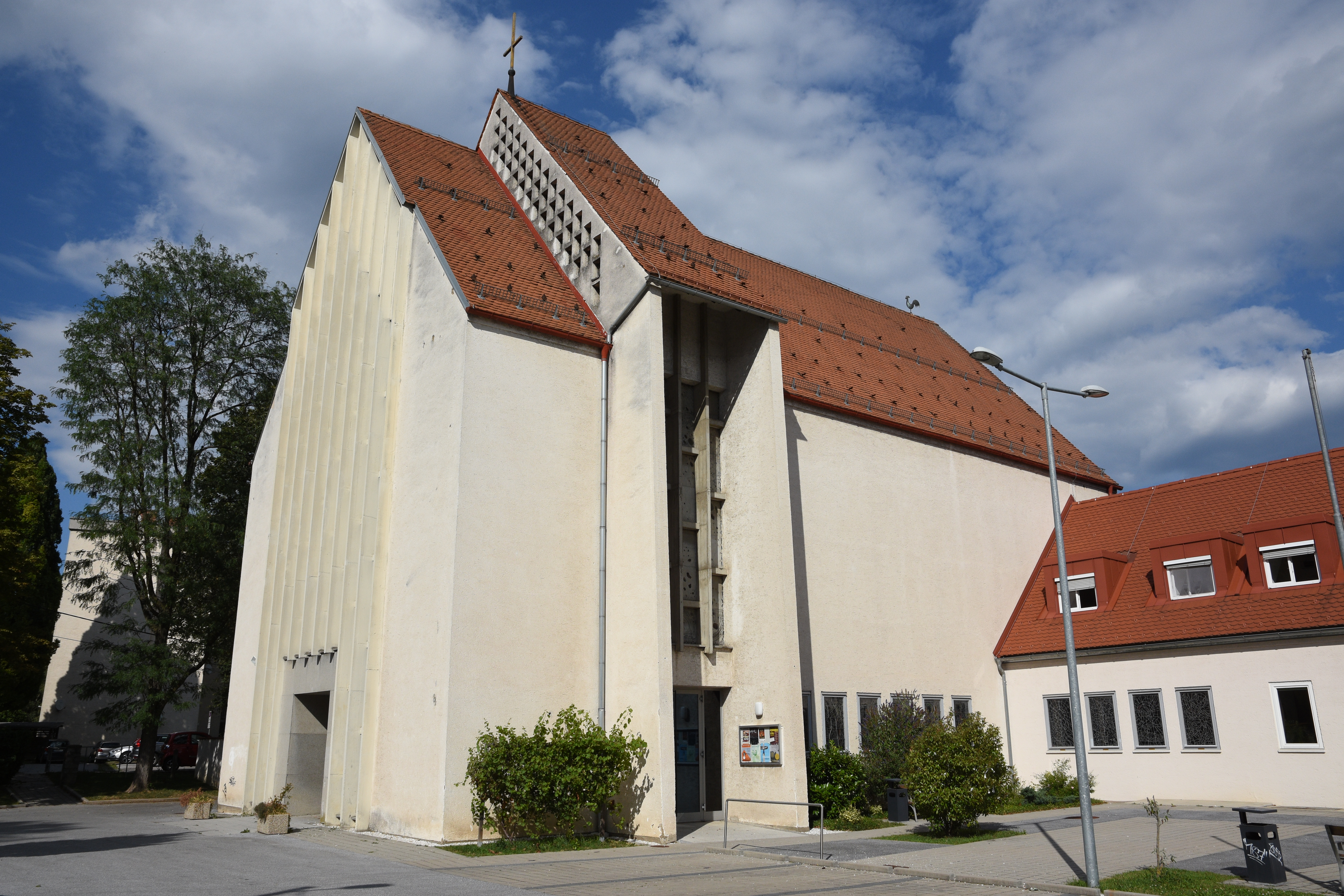
Außenansicht der Pfarrkirche

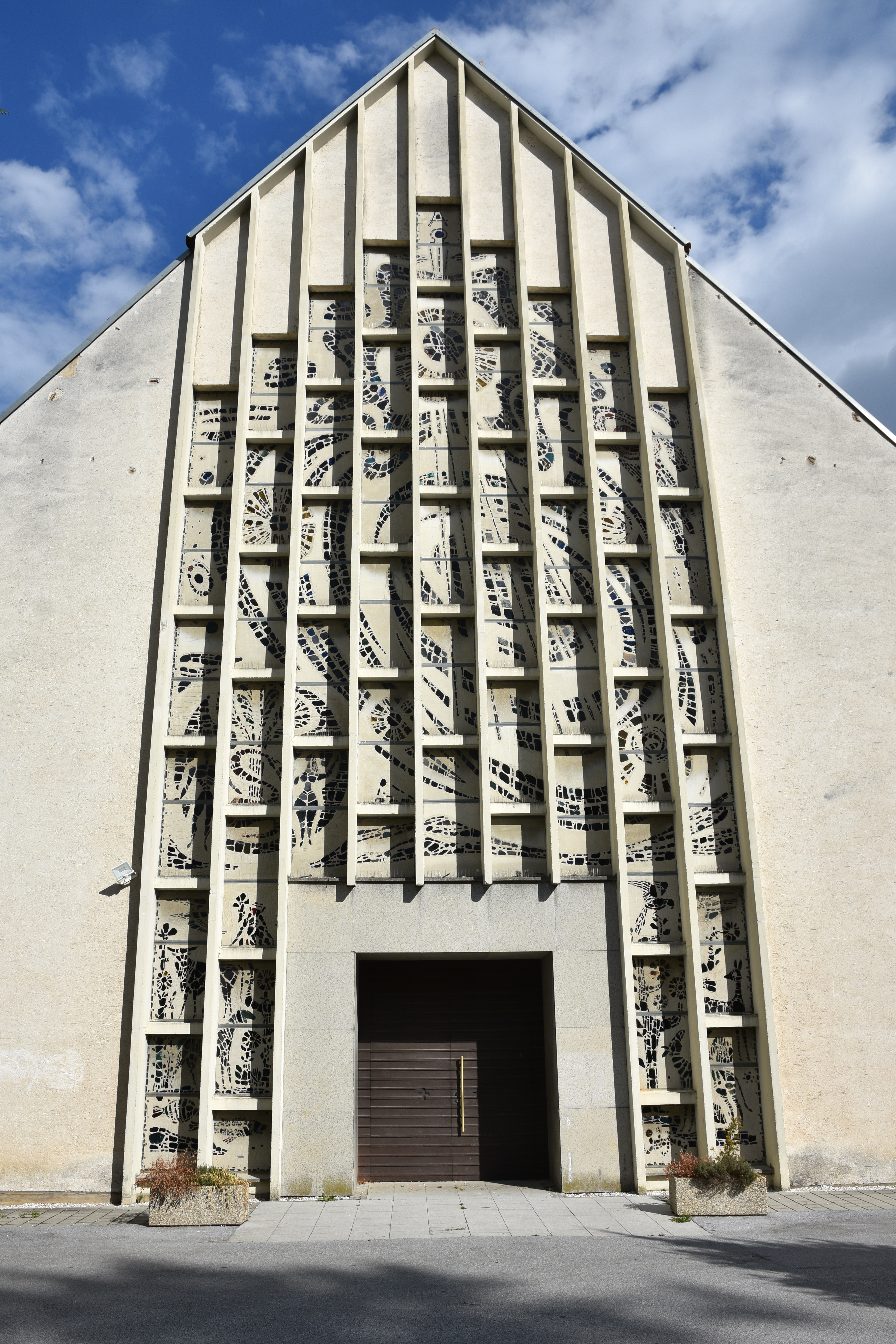
Frontansicht der Pfarrkirche

Die Christkönigskirche ist eine römisch-katholische Kirche  im 15. Grazer Gemeindebezirk Wetzelsdorf. Sie ist die Pfarrkirche der Pfarre Graz-Christkönig im Dekanat Graz-West der Stadtkirche Graz.

## Geschichte und Gestaltung

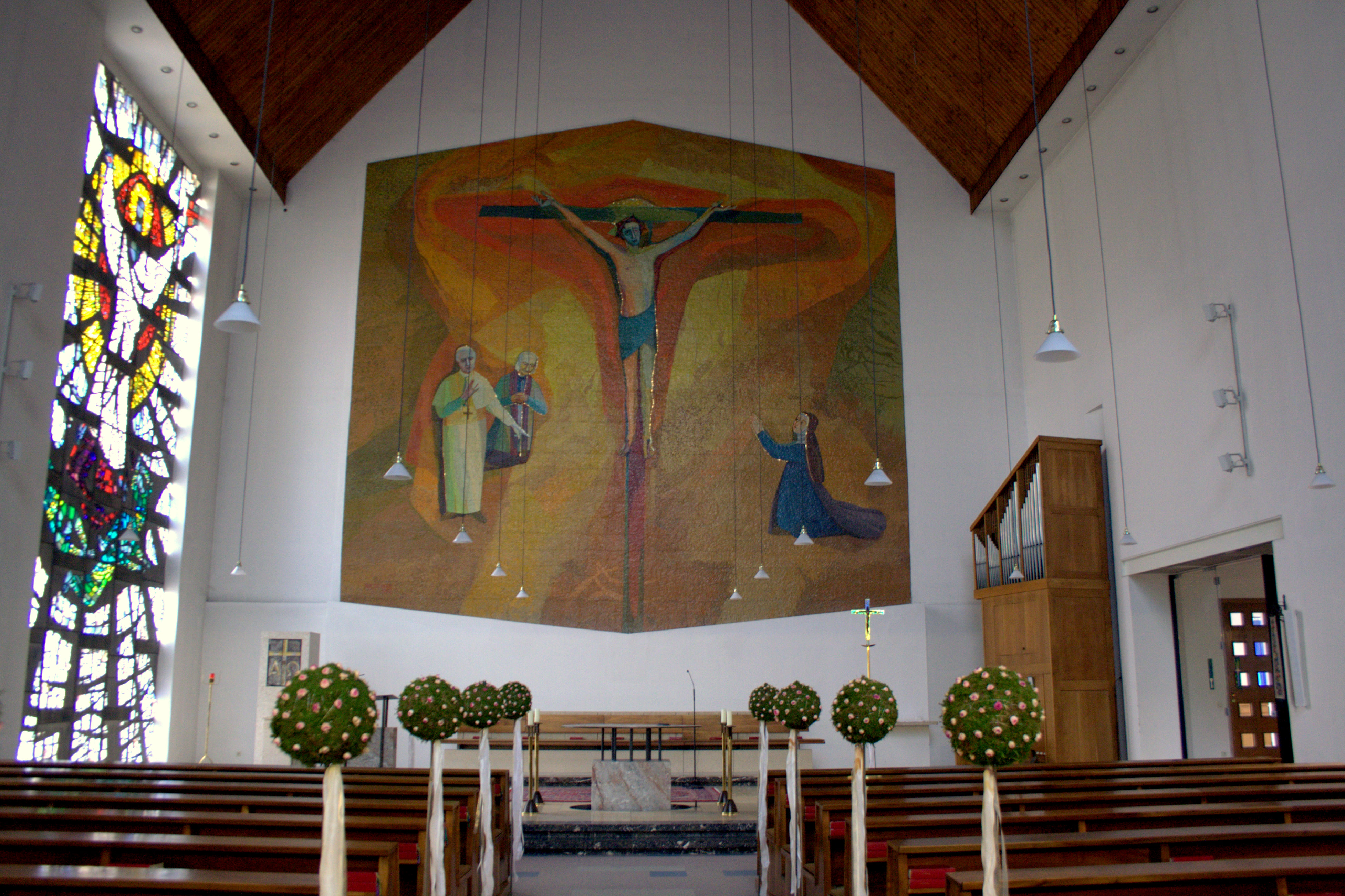
Innenansicht

Das Kirchengebäude wurde von 1957 bis 1959 nach den Plänen Karl Lebwohls erbaut und 1959 dem Patrozinium Christkönigs geweiht. Neben dem rechteckigen Bau, der ein Satteldach aufweist wurden noch ein Pfarrzentrum mit Pfarrhof und Pfarrheim und ein Kindergarten errichtet. Das Pfarrzentrum war damit eine der ersten in der Nachkriegszeit entstandenen großzügigen Seelsorgestellen der Stadt Graz. Die 14 Bleiglasfenster im Innenraum stammen vom Künstler Albert Birkle. Weiters befinden sich ein Mosaikbild aus Murano-Glassteinen und ein Kreuz von Hubert Tuttner im Inneren des Sakralbaus. Im Jahr 2000 kam es innerhalb der Christkönigskirche zu einer liturgischen Neuordnung.